# Ernst Ludwig Gottlob von Gersdorff
Ernst Ludwig Gottlob von Gersdorff (* 12. Dezember 1732 in Lehn bei Bautzen; † 15. Januar 1789 in Zangenberg) war ein kurfürstlich-sächsischer Kreis- und Amtshauptmann, bestallter Kondirektor des Hochstift Naumburgs und Rittergutsbesitzer.

## Leben
Gersdorff stammte aus dem Oberlausitzer Adelsgeschlecht von Gersdorff und wurde als Sohn von Johann Adolph von Gersdorff (1701–1753) und der Christiana Louisa von Stein zu Altenstein geboren. Er schlug eine Verwaltungslaufbahn im Dienst der albertinischen Wettiner ein und wurde kursächsischer Amtshauptmann.
Unter Friedrich Carl Freiherr von Seckendorff wurde er außerdem bestallter Kondirector im Hochstift Naumburg. Ferner war er Erb-, Lehn- und Gerichtsherr auf Zangenberg. Zeitweilig war er von 1772 bis 1785 auch Besitzer des Rittergutes Kleinzschocher.
Er heiratete in Mückenhain Eleonore Auguste Ernestine geborene von Gersdorff (1753–1820). Karl August Ludwig von Gersdorff (* 1767) und Christian Adolph Ernst von Gersdorff (* 1773) waren seine beiden Söhne. Daneben wuchs bei ihm der Gelehrte Karl Friedrich Wilhelm von Gersdorff nach dem Tod von dessen Vater, Friedrich Rudolph von Gersdorff, auf und wurde vom Hauslehrer Crusius, dem Vater des späteren Rektors der Fürstenschule Meißen unterrichtet.
Seine Beerdigung fand am 19. Januar 1789 auf dem Friedhof in Zangenberg statt.